# Joangaleàs I Manfredi
Joangaleàs I Manfredi (Giangaleazzo I Manfredi) va ser fill d'Astorgi I Manfredi. Va rebre del Papa les senyories i la vicaria pontifícia de Faenza (sobirana), Fusignano, Donigaglia, Savignano, Gesso, Cesate, Quarneto, Fognano, Cavina, Fornazzano, San Cassiano, Montalbergo, Santa Maria in Montalto, San Procolo i Castel Laderchio el 1410, i també va ser comte de Brisighella i Val Lemone el mateix 1410. Va ser senyor d'Oriolo el 1416. Va ser capità de l'exèrcit del marquès d'Este el 1395.
Va morir a Faenza el 16 d'octubre de 1417. Estava casada amb Gentile Malatesta, filla de Galeotto Malatesta, senyor de Rímini, Fano i Cesena. Va ser el pare de Carles I Manfredi, Guiu Antoni Manfredi, Marzia (Faenza 1408-Sarzana 1460, casada amb Tomàs Campofregoso dux de Gènova), Astorgi II Manfredi, Ginevra (morta el 1447 a Venècia, casada amb Spinetta I Fregroso, patrici genovès, i en segones noces amb Ostasio de Polenta, senyor sobirà de Ravenna) i Joangaleàs II Manfredi.